# متین فیضیوغلو

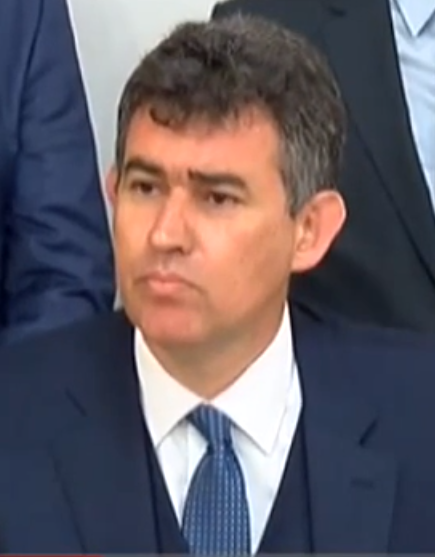
متین فیضیوغلو - ۲۰۱۵

متین فیضیوغلو (زاده ۷ ژوئیه ۱۹۶۹) وکیل ترکیه ای و استاد حقوق جزا است که از ۲۶ مه ۲۰۱۳ به عنوان هشتمین رئیس کانون وکلای ترکیه فعالیت داشت. او نوه تورهان فیضیوغلو، سیاستمدار سابق CHP و معاون نخست‌وزیر است.

## اوایل زندگی و شغل
متین فیضیوغلو در ۷ ژوئیه ۱۹۶۹ در قاضی‌کوی، استانبول بدنیا آمد. وی توسط پدربزرگ و مادربزرگش تورهان فیضیوغلو و همسرش لیلا فیضیوغلو بزرگ شد و در سال ۱۹۸۶ فارغ‌التحصیل کالج TED آنکارا شد. در سال ۱۹۹۰ فارغ‌التحصیل دانشکده حقوق دانشگاه آنکارا شد. وی در سال ۱۹۹۲ موفق به اخذ مدرک کارشناسی ارشد حقوق عمومی شد و در سال ۱۹۹۵ نیز دکترای مشابهی را دریافت کرد. در سال ۱۹۹۶، او به عنوان دانشیار، متخصص در حقوق جزا به دانشکده حقوق دانشگاه آنکارا بازگشت و مجوز قانونی زبان انگلیسی را از دانشگاه کلمبیا گرفت. وی در سال ۲۰۰۰ استادیار و در سال ۲۰۰۵ استاد شد. در سال ۲۰۰۷، او معاون دانشکده حقوق دانشگاه آنکارا شد و تا سال ۲۰۰۸ خدمت کرد.

## سمتهای حقوقی
در ۱۰ اکتبر ۲۰۱۰، فیضیوغلو به عنوان رئیس کانون وکلای دادگستری آنکارا انتخاب شد. وی در ۶۱مین مجمع عمومی عادی ۵۸ وی در ۶۲ امین مجمع عمومی عادی مجدداً انتخاب شد، این بار با کسب ۶۰٪ آرا.
رئیس اتحادیه کافه‌های ترکیه
در ۲۶ ماه مه سال ۲۰۱۳، و نامزد برای ریاست کانون وکلای ترکیه (TBB) برگزیده شد. وی در دوران ریاست جمهوری به شدت مورد انتقاد دولت حاکم حزب عدالت و توسعه (AKP) قرار گرفت که وی را متهم به تلاش برای ریشه کن کردن استقلال قضایی و محدود کردن حقوق و آزادی شهروندان کرده‌است.

## جدال با رجب طیب اردوغان
در ۱۰ مه ۲۰۱۴، فیضیوغلو طی رویدادی به مناسبت ۱۴۶ سالگرد شورای ایالتی ترکیه سخنرانی کرد. سخنان وی بیش از ۴۰ دقیقه بیشتر از زمان طولانی طول کشید و باعث شد نخست‌وزیر وقت وقت ترکیه، رجب طیب اردوغان سخنرانی را متوقف و اعتراض خود را نسبت به تمدید اعلام کند. اردوغان فیضیوغلو را به "صحبت سیاسی و غلط" متهم کرد، که فیضیوغلو در پاسخ گفت "من چه می‌گویم اشتباه؟". در پاسخ، اردوغان فیضیوغلو را به بی شرمی متهم کرد، ادعایی که فیضیوغلو آن را انکار کرد و ادعا کرد: «من هرگز آن را در خودم نمی‌دیدم که فردی را متهم به شرم کنم». در پی این استدلال، اردوغان و بسیاری دیگر از اعضای دولت در سخنرانی حاضر شدند و بسیاری از مفسران به این نکته توجه داشتند که رئیس‌جمهور عبدالله گول چگونه اردوغان را حمایت می‌کند. بسیاری از مفسران ادعا می‌کردند که این نشان می‌دهد که اردوغان بر دولت و ریاست جمهوری تسلط دارد.

## نامزدی احتمالی ریاست جمهوری
پس از جنجال حمایت اعضای CHP پس از بحث و گفتگو با اردوغان، فیضیوغلو توسط چند عضو به عنوان کاندیدای احتمالی ریاست جمهوری CHP در انتخابات ریاست جمهوری که اوت ۲۰۱۴ تعیین شده بود، قرار گرفت. فیضیوغلو در پاسخ به سؤالات مربوط به نامزدی احتمالی اظهار داشت که اگر پیشنهادی از CHP دریافت کند به رسانه‌ها می‌گوید تا کاندیدا شود. CHP سرانجام اکمل‌الدین احسان‌اوغلو را به عنوان کاندیدای مشترک با حزب حرکت ملی (MHP) انتخاب کرد، که در پایان انتخابات خود را با شکست به اردوغان از دست داد.